# 안재모
안재모(安在模, 1979년 9월 20일~)는 대한민국의 배우, 기업인, 유튜버, 방송인이다.

## 학력
- 서울신도초등학교 (졸업)
- 연천중학교 (졸업)
- 안양영화예술고등학교 연극영화학과 (졸업)
- 단국대학교 연극영화학과 (중퇴)

## 경력
- 2002년 : 학교폭력대책국민협의회 홍보대사
- 2005년 : 제2기 대한민국 환경부 환경홍보사절
- 2008년 : 인터넷문화협회 홍보대사
- 2009년 : 제1회 대한민국 자전거 축전 홍보대사
- 2010년 ~ : 안가라이프 대표이사
- 2011년 : 부산사람 이태석기념사업회 명예홍보대사

## 출연 작품

### 드라마
- 1996년 ~ 1998년 KBS1 청춘드라마 《신세대 보고 - 어른들은 몰라요》
- 1997년 MBC 청춘드라마 《나》
- 1997년 ~ 1998년 KBS1 대하드라마 《용의 눈물》 ... 조선 세종 역
- 1998년 SBS 납량특선 8부작 미니시리즈 《납량특선 8부작 - 공포의 눈동자》 ... 성식 역
- 1998년 SBS 저녁 일일드라마 《미우나 고우나》 ... 이빛나의 가정교사 역
- 1999년 KBS2 월화 미니시리즈 《학교》 ... 김건 역
- 1999년 KBS2 일요시트콤 《어사출두》 ... 박문수 역
- 1999년 ~ 2000년 KBS2 일요드라마 《달콤한 신부》
- 1999년 KBS2 월화 미니시리즈 《마법의 성》 ... 김선우 역
- 1998년 ~ 2000년 KBS1 대하드라마 《왕과 비》 ... 조선 연산군 역
- 2000년 SBS 일요 2부작 미니시리즈 《그녀를 보라》 ... 판석 역
- 2000년 KBS2 단막극 《KBS 드라마시티 - 동시상영》
- 2001년 KBS2 월화 미니시리즈 《귀여운 여인》 ... 김준휘 역
- 2001년 MBC 단막극 《MBC 베스트극장 - 집으로 가는 길》 ... 영욱 역
- 2001년 SBS 2부작 추석특집극 《누군가 그리울때》 ... 정훈 역
- 2001년 KBS2 월화 미니시리즈 《미나》 ... 강준서 역
- 2002년 SBS 대하드라마 《야인시대》 ... 청년 김두한 역
- 2003년 MBC 수목 미니시리즈 《남자의 향기》 ... 권혁수 역
- 2003년 ~ 2004년 KBS2 월화 미니시리즈 《그녀는 짱》 ... 이동기 역
- 2005년 SBS 대하드라마 《장길산》 ... 민병대 대장 역 (특별출연)
- 2006년 SBS 주말 특별기획 대하드라마 《연개소문》 ... 연남생 역
- 2007년 KBS2 단막극 《KBS 드라마시티 - 그 녀석들의 오해 혹은 진실》 ... 환유 역
- 2007년 SBS 월화 대하드라마 《왕과 나》 ... 정한수 역
- 2008년 KBS2 납량특집 드라마 《2008 전설의 고향 - 귀서》 ... 사현 역
- 2008년 SBS 아침 일일연속극 《순결한 당신》 ... 강지환 역
- 2009년 KBS2 납량특집 드라마 《2009 전설의 고향 - 구미호》 ... 연돌 역
- 2009년 SBS 특집 드라마 《바늘에 찔린 포도왕자》 ... 조준모 역
- 2010년 KBS1 5부작 일요 미니시리즈 《자유인 이회영》 ... 종군 기자 키무라 준페이 역
- 2010년 중국 CCTV-1 / 한국 YTN STAR 한중 합작 드라마 《내 사랑 제주》
- 2010년 KBS1 대하드라마 《근초고왕》 ... 진승 역
- 2011년 트렌디 8부작 미니시리즈 《피아니시모》
- 2011년 ~ 2012년 JTBC 아침 일일연속극 《여자가 두번 화장할 때》 ... 한영우 역 (특별출연)
- 2012년 KBS1 단막극 《KBS TV 문학관 - 강산무진》 ... 수철 역
- 2012년 SBS 드라마 스페셜 《부탁해요 캡틴》 ... 이종수 역
- 2012년 MBC 주말 특별기획 드라마 《무신》 ... 임연 역
- 2012년 MBC 아침 일일연속극 《사랑했나봐》 ... 백재헌 역
- 2013년 tvN 옴니버스 드라마 《환상거탑》 ... 강동욱 역
- 2014년 KBS1 대하드라마 《정도전》 ... 이방원 역
- 2014년 KBS2 단막극 《KBS 드라마 스페셜 - 원혼》 ... 서인용 역
- 2015년 MBC 저녁 일일연속극 《위대한 조강지처》 ... 윤일현 역
- 2015년 드라마 H / 트렌디 목금 미니시리즈 《유일랍미》 ... (우정출연) 역
- 2016년 KBS2 수목 특별기획 드라마 《장사의 신 - 객주 2015》 ... 민영익 역
- 2016년 KBS2 3부작 토요 드라마 《페이지터너》 ... 정차석의 담당의사 역 (우정출연)
- 2017년 KBS2 금토 미니시리즈 《최강 배달꾼》 ... 김종현 역 (특별출연)
- 2017년 MBC 저녁 일일연속극 《전생에 웬수들》 ... 민은석 역
- 2020년 tvN 수목 미니시리즈 《메모리스트》 ... 방준석 역
- 2021년 SBS 아침 일일연속극 《아모르 파티 - 사랑하라, 지금》 ... 한재경 역
- 2023년 tvN 주말 미니시리즈 《구미호뎐 1938》 ... 야인시대 김두한 역 (특별출연)

### 예능
- 2017년 MBN 화요 예능프로그램 《왕과 여자》

### 시트콤
| 연도 | 방송사  | 제목            | 역할        | 비고 |
| ---- | ------- | --------------- | ----------- | ---- |
| 1996 | MBC     | 남자 셋 여자 셋 | 김경록      |      |
| 1998 | SBS     | LA아리랑        |             |      |
| 1999 | SBS     | 행진            |             |      |
| 2013 | KBS 2TV | 일말의 순정     | 청년 김두한 |      |

### 영화
| 연도 | 제목                | 역할     | 감독   | 비고      |
| ---- | ------------------- | -------- | ------ | --------- |
| 1998 | 파란 대문           | 현우     | 김기덕 |           |
| 1999 | 닥터 K              | 인턴     | 곽경택 |           |
| 1999 | 인정사정 볼 것 없다 | 영배     | 이명세 | 특별 출연 |
| 2001 | 휴머니스트          | 마태오   | 이무영 |           |
| 2001 | 조폭 마누라         | 빠다     | 조진규 |           |
| 2002 | 유아독존            | 재섭     | 홍종오 |           |
| 2005 | HAAN 한길수         | 한길수   | 이인수 |           |
| 2006 | 카리스마 탈출기     | 정한수   | 권남기 |           |
| 2019 | 우키시마호          | 내레이션 | 김진홍 |           |

### 뮤지컬
| 연도 | 제목                    | 역할      | 기간                  | 장소 | 비고 |
| ---- | ----------------------- | --------- | --------------------- | ---- | ---- |
| 2013 | 친구                    | 한동수    | 2013.11.29~2014.01.12 |      |      |
| 2014 | 셜록 홈즈 뮤지컬 콘서트 | 셜록 홈즈 | 2014.10.15            |      |      |
| 2014 | 셜록 홈즈               | 셜록 홈즈 | 2014.11.13~2015.02.08 |      |      |
| 2016 | 사랑은 비를 타고        | 동욱      | 2016.04.15~2017.08.27 |      |      |
| 2016 | 불효자는 웁니다         | 박진호    | 2016.09.10~2016.10.30 |      |      |

### 콘서트
| 연도 | 제목                       | 역할   | 기간                  | 장소 | 비고      |
| ---- | -------------------------- | ------ | --------------------- | ---- | --------- |
| 2000 | 제6회 드림콘서트           | MC     | 2000.05.20            |      |           |
| 2001 | 제이, 안재모 Joint Concert | 출연자 | 2001.11.03~2001.11.04 |      |           |
| 2003 | 안재모 Live Concert        | 출연자 | 2003.03.30            |      |           |
| 2003 | 리즈 Concert               | 게스트 | 2003.05.26~2003.05.27 |      | 특별 출연 |
| 2008 | 안재모 Concert             | 출연자 | 2008.12.22            |      | 일본 공연 |

### 교양
| 연도 | 방송사  | 제목                 | 역할   | 기간       | 비고 |
| ---- | ------- | -------------------- | ------ | ---------- | ---- |
| 2003 | SBS     | 좋은 아침            | 게스트 | 2003.01.02 |      |
| 2007 | SBS     | 생방송 투데이        | 게스트 | 2007.04.05 |      |
| 2008 | SBS     | 좋은 아침            | 게스트 | 2008.12.10 |      |
| 2014 | TV조선  | 추적자 - 마지막 진실 | MC     |            |      |
| 2019 | KBS 1TV | TV는 사랑을 싣고     | 게스트 | 2019.03.08 |      |

### 예능
| 연도 | 방송사        | 제목                                       | 역할                            | 기간                  | 비고    |
| ---- | ------------- | ------------------------------------------ | ------------------------------- | --------------------- | ------- |
| 1999 | KBS 2TV       | 가족오락관                                 | 게스트                          | 1999.05.12            |         |
| 2000 | SBS           | SBS 인기가요                               | MC                              | 2000.04.23~2001.03.11 |         |
| 2000 | SBS           | 김혜수 플러스 유                           | 게스트                          | 2000.05.30            |         |
| 2001 | SBS           | 유정현 신동엽의 두남자쇼                   | 게스트                          | 2001.08.21            |         |
| 2001 | 엠넷          | 프라임 콘서트 - 제이, 안재모 Joint Concert | 출연자 (With 제이)              | 2001.11.17            |         |
| 2002 | SBS           | 신동엽 김원희의 헤이헤이헤이               | 게스트                          | 2002.11.05            |         |
| 2002 | SBS           | 스타 X 파일                                | 게스트                          | 2002.12.13            |         |
| 2003 | SBS           | 좋은 친구들                                | 게스트 (With 이상인)            | 2003.01.12            |         |
| 2003 | KBS 2TV       | 해피투게더 - 쟁반노래방                    | 게스트                          | 2003.02.13            |         |
| 2003 | SBS           | 도전 1000곡                                | 게스트                          | 2003.03.23            |         |
| 2005 | MBC           | 공감토크쇼 놀러와                          | 게스트                          | 2005.12.02            |         |
| 2006 | KBS 2TV       | 상상플러스                                 | 게스트                          | 2006.03.28            |         |
| 2007 | SBS           | 야심만만 만명에게 물었습니다               | 게스트                          | 2007.05.07            |         |
| 2010 | SBS           | 강심장                                     | 게스트                          | 2010.04.13            |         |
| 2015 | MBC           | 미스터리 음악쇼 복면가왕                   | 참가자 (사랑과 정열을 그대에게) | 2015.05.31            |         |
| 2016 | KBS 1TV       | 콘서트 7080                                | 게스트 (With 이유리)            | 2016.10.22            |         |
| 2017 | 매일방송      | 왕과 여자                                  | 출연자                          | 2017.09.19~2017.11.21 |         |
| 2017 | JTBC          | 전(錢) 국민 프로젝트 슈퍼리치2             | 게스트                          | 2017.09.20            |         |
| 2018 | MBC           | 황금어장 라디오스타                        | 게스트                          | 2018.10.10            |         |
| 2019 | JTBC          | 한끼줍쇼                                   | 게스트                          | 2019.06.19            |         |
| 2020 | 유튜브        | 안재모 배우다                              | MC                              | 2020.01.18~2020.09.11 | 웹 예능 |
| 2021 | 유튜브        | 킹두한 TV                                  | 킹두한                          | 2021.05.06~2021.08.09 | 웹 예능 |
| 2021 | 카카오TV      | 야인 이즈 백                               | 킹두한                          | 2021.05.13~2021.08.08 | 웹 예능 |
| 2021 | JTBC          | 아는 형님                                  | 게스트                          | 2021.07.31            |         |
| 2021 | SBS           | 동상이몽 2 - 너는 내 운명                  | 게스트                          | 2021.10.11            |         |
| 2021 | TV조선        | 골프왕 2                                   | 게스트                          | 2021.12.20            |         |
| 2024 | K-Star, E채널 | 마법의 성                                  | 고정                            | 2024.07.11~2024.08.01 |         |

### 스포츠
| 연도 | 방송사   | 제목       | 역할 | 기간                  | 비고 |
| ---- | -------- | ---------- | ---- | --------------------- | ---- |
| 2019 | SBS 골프 | 해피챌린지 | MC   | 2019.11.21~2020.01.09 |      |

### 라디오
| 연도 | 방송사     | 제목                       | 역할   | 기간       | 비고 |
| ---- | ---------- | -------------------------- | ------ | ---------- | ---- |
| 2013 | SBS 파워FM | 두시탈출 컬투쇼            | 게스트 | 2013.11.30 |      |
| 2014 | SBS 러브FM | 최화정의 파워타임          | 게스트 | 2014.11.04 |      |
| 2014 | SBS 파워FM | 케이월의 영스트리트        | 게스트 | 2014.11.26 |      |
| 2016 | SBS 파워FM | 두시탈출 컬투쇼            | 게스트 | 2016.09.17 |      |
| 2019 | MBC FM4U   | 정오의 희망곡 김신영입니다 | 게스트 | 2019.09.04 |      |

### 뮤직비디오
| 연도 | 가수   | 노래           | 공동 출연 | 비고 |
| ---- | ------ | -------------- | --------- | ---- |
| 2003 | 안재모 | 한 사람을 위해 |           |      |
| 2003 | 안재모 | My Destiny     |           |      |
| 2003 | 안재모 | 남과 여        |           |      |

### 광고
| 연도 | 기업                   | 제품                                     | 종류          | 공동 출연       |
| ---- | ---------------------- | ---------------------------------------- | ------------- | --------------- |
| 1998 | 롯데칠성음료           | 칠성사이다                               | 음료          | 채정안          |
| 2000 | 한국정보통신진흥협회   | 핸드폰찾기콜센터 - 배두나 편             | 공익 광고     | 배두나          |
| 2000 | 주연테크               | 주연테크                                 | 컴퓨터        |                 |
| 2000 | 크라운제과             | 크라운베이커리                           | 제과          |                 |
| 2002 | 굿머니크레디트         | 굿머니크레디트                           | 대부금융      |                 |
| 2002 | 제화패션               | 엘칸토                                   | 제화          | SBS 야인시대 팀 |
| 2002 | KT                     | 텔레캅                                   | 보안          | 임현식, 권해효  |
| 2003 | 농심                   | 무파마                                   | 라면          |                 |
| 2004 | 종근당                 | 펜잘                                     | 약품          |                 |
| 2010 | 팜스에프엔디           | 예스마레 씨프트레스토랑                  | 프랜차이즈    |                 |
| 2010 | 환경에너지연구소       | BPK 플러그 - 오르막에서도 강력한 힘을 편 | 공익 광고     |                 |
| 2011 | 대구탁주합동           | 불로막걸리                               | 주류          |                 |
| 2015 | 알레스                 | 소낙스                                   | 자동차 세정제 |                 |
| 2018 | IPA 일산풍동오토갤러리 | IPA 일산풍동오토갤러리                   | 중고차 판매장 |                 |
| 2019 | 동아제약               | 박카스                                   | 자양강장제    | 몽골            |
| 2019 | 동아제약               | 모닝케어                                 | 숙취해소제    |                 |
| 2021 | 위메이드               | 미르 4                                   | 게임          |                 |

## 음반 작품

### 정규
- 2003년 《My Destiny》
  - 〈한 사람을 위해〉
  - 〈서툰 기대〉
  - 〈너만의 이별〉
  - 〈My Destiny〉
  - 〈남과 여〉
  - 〈My Lady (내 가슴에 그녀만의 자리를 만든다)〉
  - 〈그댈 잊는 것보다〉
  - 〈헤어진 후에야 알게되죠〉
  - 〈마지막 연인〉
  - 〈용서해줘요〉
  - 〈For You〉
  - 〈친구의 애인〉
  - 〈추억처럼〉
  - 〈... ... (무음 트랙)〉
  - 〈... ... (무음 트랙)〉
  - 〈My Destiny (2003 Mix)〉
  - 〈마지막 연인 (Club ver.)〉
  - 〈용서해줘요 (Dance Mix)〉
  - 〈친구의 애인 (Remix)〉
- 2003년 《안재모 Live Concert》
  - 〈서곡〉
  - 〈My Destiny〉
  - 〈용서해줘요〉
  - 〈For You〉
  - 〈Creep (외국곡)〉
  - 〈Just Once (외국곡)〉
  - 〈너만의 이별〉
  - 〈친구의 애인〉
  - 〈남과 여〉
  - 〈My Lady〉
  - 〈서툰 기대〉
  - 〈남자의 향기〉
  - 〈한 사람을 위해〉
  - 〈남자의 향기 (MBC 드라마 삽입곡)〉

### 참여
- 2003년 《태양속으로 OST (SBS 특별기획)》
  - 〈My Lady (내 가슴에 그녀만의 자리를 만든다)〉

## 수상 및 후보
| 연도 | 시상식                            | 부문                            | 작품                     | 결과 |
| ---- | --------------------------------- | ------------------------------- | ------------------------ | ---- |
| 1999 | KBS 연기대상                      | 남자 신인연기상                 | 학교 왕과 비             | 후보 |
| 2000 | 제36회 백상예술대상               | TV부문 남자 신인연기상          | 왕과 비                  | 수상 |
| 2001 | SBS 연기대상                      | 단막극 연기상                   | 누군가 그리울때          | 수상 |
| 2002 | SBS 연기대상                      | 대상                            | 야인시대                 | 수상 |
| 2002 | SBS 연기대상                      | 남자 최우수연기상               | 야인시대                 | 후보 |
| 2002 | SBS 연기대상                      | 10대 스타상                     | 야인시대                 | 수상 |
| 2003 | 제39회 백상예술대상               | 대한생명 인기상                 | 야인시대                 | 수상 |
| 2003 | 제39회 백상예술대상               | TV부문 남자 최우수연기상        | 야인시대                 | 후보 |
| 2003 | MBC 연기대상                      | 남자 우수연기상                 | 남자의 향기              | 후보 |
| 2004 | 한-몽 문화교류공로패              | 빈칸                            | 빈칸                     | 수상 |
| 2007 | 한국모터스포츠대상                | CJ 레이스 챔피언십 최우수선수상 | 빈칸                     | 수상 |
| 2007 | SBS 연기대상                      | 연속극부문 남자 조연상          | 왕과 나                  | 후보 |
| 2009 | SBS 연기대상                      | 연속극부문 남자 연기상          | 순결한 당신              | 후보 |
| 2009 | KBS 연기대상                      | 남자 연작·단막극상              | 전설의 고향 - 구미호     | 후보 |
| 2014 | KBS 연기대상                      | 남자 연작·단막극상              | KBS 드라마 스페셜 - 원혼 | 후보 |
| 2014 | CJ 헬로모바일 슈퍼레이스 챔피언십 | 6전 슈퍼 나이트 GT 클래스 3위   | 빈칸                     | 수상 |
| 2014 | CJ 헬로모바일 슈퍼레이스 챔피언십 | 최종전 GT 클래스 3위            | 빈칸                     | 수상 |
| 2014 | CJ 헬로모바일 슈퍼레이스 챔피언십 | GT 클래스 종합 3위              | 빈칸                     | 수상 |
| 2015 | CJ 헬로모바일 슈퍼레이스 챔피언십 | 우승                            | 빈칸                     | 수상 |
| 2015 | MBC 연기대상                      | 연속극부문 남자 최우수연기상    | 위대한 조강지처          | 후보 |
| 2017 | MBC 연기대상                      | 연속극부문 남자 최우수연기상    | 전생에 웬수들            | 후보 |

## 가족 관계
- 아버지 : 안해수(2022년 별세)
- 배우자 : 이다연 (1985년 ~ )
  - 딸 : 안서영
  - 아들 : 안서빈